# Вулленвевер, Юрген
Юрген Вулленвевер (нем. Jürgen Wullenwever, 1488 или 1492, Гамбург — 1537, Вольфенбюттель) — бургомистр Любека в 1533—1535.
Вождь бюргерской партии в немецком городе Любеке, осуществившей в 1531 году переворот, направленный против господства городского патрициата и сопровождавшийся окончательной победой в городе церковной реформации.
Стремясь укрепить своё положение и пошатнувшееся могущество Ганзы, Вулленвевер вовлёк Любек в так называемую "Графскую распрю" (1534-1536) в Дании. Поддерживал датских бюргеров и крестьян в их борьбе против засилья знати.
Поселившись в Любеке в качестве торговца, участвовал в волнениях горожан, был избран в городской совет, а затем и возглавил его. Воспользовавшись раздором между окрестными государствами из-за освободившегося датского престола, попытался навязать Дании соглашение, обеспечивающее широкие права клонившейся к закату Ганзе. В ходе последовавшей войны вначале занял Копенгаген (1534), однако затем ганзейские войска были разбиты, а сам Вулленвевер взят в плен герцогом Генрихом Брауншвейгским, подвергнут пыткам и казнён. Вскоре после этого Ганза окончательно утратила свои привилегии и роль в европейской торговле.

## В литературе
- «Юрген Вулленвевер», Кёлер, Людвиг 1856.
- «Вулленвевер», Крузе, Генрих, 1871.